# Unió Atlètica Sant Gervasi
La Unió Atlètica Sant Gervasi (UA Sant Gervasi) va ser un club d'handbol de Barcelona. El club vestia amb uniforme blanc i verd.
Fundat durant la dècada de 1940 va practicar l'handbol a onze proclamant-se campió de Catalunya i d'Espanya en dues ocasions. Disputava els seus partis al Pavelló poliesportiu de la Gran Via, avui desaparegut.
També va disposar d'una secció de beisbol que participà en el Campionat de Catalunya, arribant a classificar-se segon l'any 1951.
L'any 1953 va desaparèixer en fusionar-se amb el Júnior Futbol Club.

## Palmarès
- 2 Campionats de Catalunya d'handbol a onze: 1950, 1953
- 2 Campionats d'Espanya d'handbol a onze: 1949-50, 1952-53